# 圣阿尔坎杰洛-特里蒙泰
圣阿尔坎杰洛-特里蒙泰（義大利語：Sant'Arcangelo Trimonte），是意大利贝内文托省的一个市镇。总面积9.9平方公里，人口647人，人口密度65.4人/平方公里（2009年）。ISTAT代码为062078。